# SDSS J112113.46+031300.4
SDSS J112113.46+031300.4 ist eine Galaxie im Sternbild Löwe auf der Ekliptik. Sie ist schätzungsweise 2 Milliarden Lichtjahre von der Milchstraße entfernt. Im selben Himmelsareal befinden sich u. a. die Galaxien NGC 3640 und NGC 3641.